# Science City Jena
Science City Jena è una società cestistica avente sede a Jena, in Germania. Fondata nel 1994, gioca nel campionato tedesco.
Disputa le partite interne nella Sparkassen-Arena Jena, che ha una capacità di 3.000 spettatori.

## Roster 2018-2019
Aggiornato al 22 gennaio 2019.
|    | Naz.                   | Ruolo | Sportivo            | Anno | Alt. | Peso |  |
| -- | ---------------------- | ----- | ------------------- | ---- | ---- | ---- |  |
| 3  | Lituania (bandiera)    | PG    | Martynas Mažeika    | 1985 | 192  | 80   |  |
| 7  | Germania (bandiera)    | P     | Ermen Reyes-Napoles | 1989 | 182  | 75   |  |
| 9  | Germania (bandiera)    | AG    | Sid-Marlon Theis    | 1993 | 205  | 102  |  |
| 10 | Germania (bandiera)    | AG    | Julius Wolf         | 1993 | 201  | 101  |  |
| 11 | Stati Uniti (bandiera) | PG    | Julius Jenkins      | 1981 | 187  | 81   |  |
| 12 | Germania (bandiera)    | AG    | Melvin Jostmann     | 2000 | 198  | 92   |  |
| 15 | Stati Uniti (bandiera) | AG    | Derrick Allen       | 1980 | 201  | 100  |  |
| 22 | Germania (bandiera)    | P     | Moritz Schneider    | 1999 | 184  | 65   |  |
| 23 | Stati Uniti (bandiera) | GA    | Immanuel McElroy    | 1980 | 194  | 95   |  |
| 25 | Stati Uniti (bandiera) | P     | Dru Joyce           | 1985 | 185  | 76   |  |
| 33 | Germania (bandiera)    | P     | Jan Heber           | 1998 | 184  | 70   |  |
| 44 | Serbia (bandiera)      | P     | Vuk Radojicic       | 2001 | 185  | 74   |  |
| 50 | Germania (bandiera)    | C     | Oliver Mackeldanz   | 1990 | 211  | 112  |  |
| 55 | Stati Uniti (bandiera) | GA    | Reggie Williams     | 1986 | 198  | 95   |  |

### Staff tecnico
| Allenatore: | Frank Menz |
| Assistente: |            |

## Cestisti
- Lavelle Felton 2007-2008